# Prova d'orchestra
Prova d'orchestra is een Italiaanse-Duitse dramafilm uit 1978 onder regie van Federico Fellini.

## Verhaal
Een orkest komt bij elkaar voor een repetitie in een middeleeuwse kapel. Er is bovendien een televisieploeg aanwezig om opnamen te maken. Elke muzikant vertelt over zijn instrument. Wanneer de ruwe, bazige dirigent aankomt, begint de repetitie. Tijdens de pauze doet de dirigent zijn beklag over het gebrek aan respect dat hij voor zijn vak ondervindt. Na de pauze ontdekt hij dat het orkest in opstand is gekomen tegen hem.

## Rolverdeling
| Acteur                 | Personage      |
| ---------------------- | -------------- |
| Balduin Baas           | Dirigent       |
| Clara Colosimo         | Harpiste       |
| Elizabeth Labi         | Pianiste       |
| Ronaldo Bonacchi       | Contrafagot    |
| Ferdinando Villella    | Cellist        |
| Franco Iavarone        | Tuba           |
| David Maunsell         | Eerste viool   |
| Francesco Aluigi       | Tweede viool   |
| Andy Miller            | Hobo           |
| Sibyl Amarilli Mostert | Fluitspeelster |
| Franco Mazzieri        | Trompettist    |
| Daniele Pagani         | Trombonist     |
| Luigi Uzzo             | Violist        |
| Cesare Martignon       | Klarinettist   |
| Umberto Zuanelli       | Secretaris     |